# Cassia County
Cassia County er et county i den amerikanske delstat Idaho. Det ligger i den sydlige del af delstaten og det grænser mod Minidoka County og Blaine County i nord, Power County i nordøst, Oneida County i øst, Twin Falls County i vest og mod Jerome County i nordvest. Det har også grænse mot delstaterne Utah i sydøst og Nevada i sydvest.
Cassia Countys totale areal er 6 683 km² hvoraf 36 km² er vand. I år 2005 havde countyet 21.324 indbyggere og administrationscenteret ligger i byen Burley som også er countyets største by. Countyet blev grundlagt i 1879 og har fået sit navn efter Cassia Creek.
42°16′N 113°37′V / 42.27°N 113.61°V